# Ивановка (Исаклинский район)
Ивановка — посёлок в Исаклинском районе Самарской области. Входит в состав сельского поселения Мордово-Ишуткино.

## География
Находится на левом берегу реки Сургут на расстоянии примерно 26 километров по прямой на юг-юго-восток от районного центра села Исаклы.

## Население
Постоянное население составляло 62 человека (мордва 74%) в 2002 году, 43 в 2010 году.